# Krzysztof Włosik
Krzysztof Włosik, född 28 april 1957, är en polsk bågskytt. Han deltog vid olympiska sommarspelen 1980.